# Arne Høyer
Arne Høyer (* 9. November 1928 in Struer; † 2. April 2010 ebenda) war ein dänischer Kanute.

## Erfolge
Arne Høyer nahm an den Olympischen Spielen 1960 in Rom teil, bei denen er im Einer-Kajak in der 4-mal-500-Meter-Staffel an den Start ging. In den Vorläufen belegte er gemeinsam mit Erik Hansen, Erling Jessen und Helmuth Nyborg Sørensen den dritten Platz hinter der deutschen und der sowjetischen Staffel. Daraufhin mussten die Dänen in den Hoffnungsläufen starten, konnten ihren Lauf aber mit über acht Sekunden Vorsprung gewinnen. Im Halbfinale wurden sie erneut von der deutschen Staffel geschlagen, setzten sich aber gegen die Schweden und die Finnen durch, sodass sie den Endlauf erreichten. Diesen beendeten sie nach 7:46,09 Minuten auf dem dritten Rang hinter der deutschen und der ungarischen Staffel und gewannen die Bronzemedaille.